# ソナ・ロサ
ソナ・ロサ（スペイン語: Zona Rosa）は、メキシコシティの繁華街。公式にはクアウテモクのフアレス地区の一部にあたり、メキシコシティ歴史地区の少し西に位置する。
はじめ富裕層の外国人やメキシコシティ中心部から引越したい住民の居住地として発達したが、メキシコ革命後は開発が止まった。1950年代から芸術家、知識人、およびメキシコシティのエリートたちが住んでこの地域は再活性化された。一帯はボヘミアン的な魅力を持つ町に変化し、政治家ほかの名士が通う会員制のレストランやクラブが建てられた。ホセ・ルイス・クエバスによってこの地にソナ・ロサの名が与えられたのもこの時代である。1980年代になると富裕層向けのビジネスが他の場所に移転し、男性用クラブや売春ほかの犯罪がはびこるようになったが、その後も繁華街でありつづけ、主要な観光地にもなっている。2000年代以降、町の保存と再生のための作業が行われている。
1990年代以降、一帯はメキシコシティのゲイ・コミュニティの中心地になり、またコリア・タウンも形成された。

## 概要

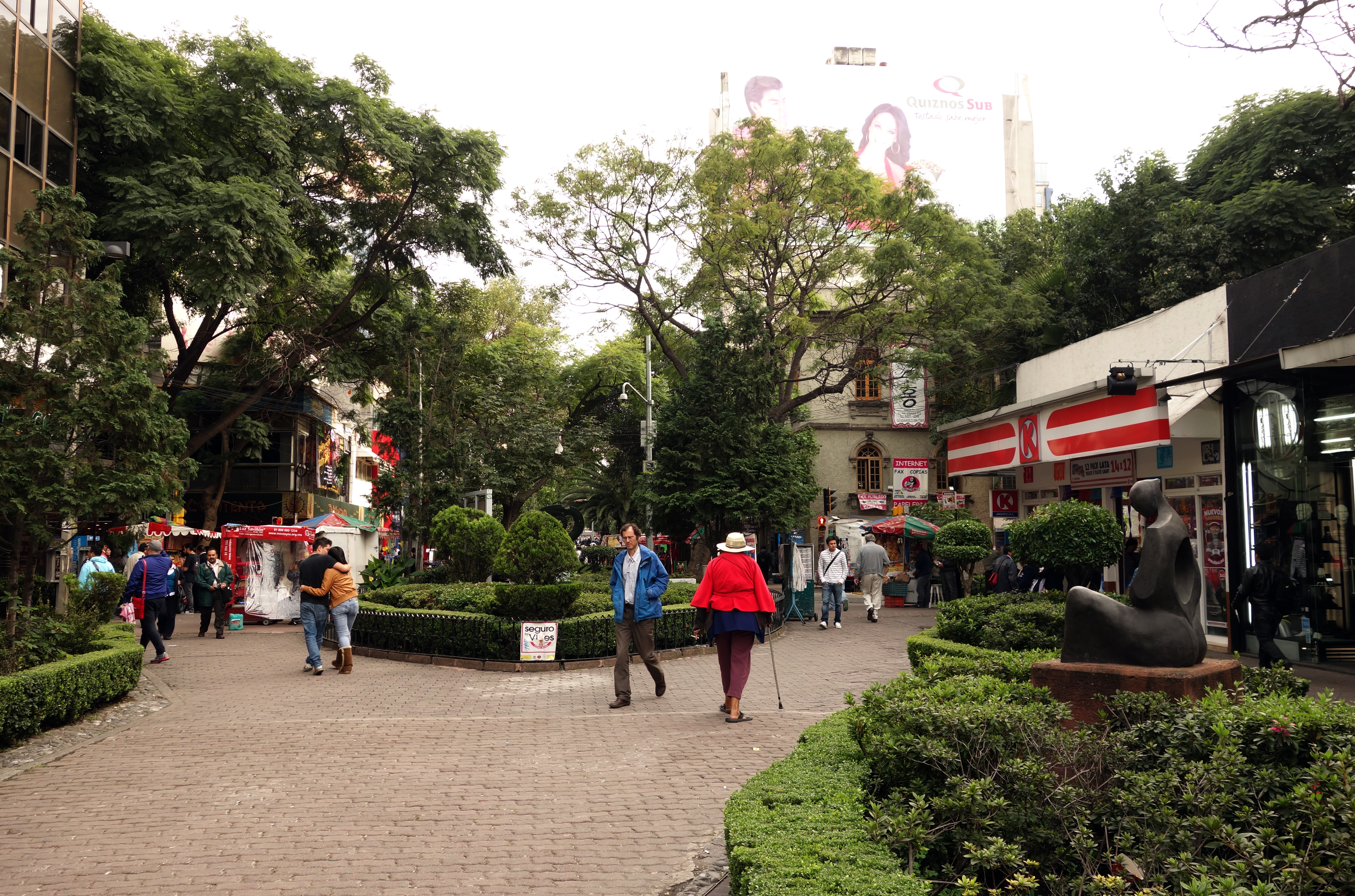
ヘノバ通り

ソナ・ロサはフアレス地区の99のブロックのうち24ブロック分に相当し、北はレフォルマ通り、西はバルソビア通り、東はインスルヘンテス通り、南はチャプルテペク通りに囲まれた一帯である。
メキシコシティ地下鉄1号線のインスルヘンテス駅が最寄り駅である。駅から北にのびるヘノバ通りは歩行者用で食堂がたちならび、地元の人々にも海外からの旅行者にも人気がある。
ソナ・ロサはバーやナイトクラブが多く、週末に混雑する。中でもテーブルダンス（ポールダンスなど）を見せる男性用クラブやゲイバーが目立つ。かつてのボヘミアン・知識人の町であった時代を反映してギャラリーや書店も多い。20世紀初期の富裕層の邸宅はヨーロッパ、とくにフランス風の様式で建てられた。そのいくつかは今も残るが、大部分は放棄された。
警備の努力はなされているものの、犯罪は今でも問題である。
ソナ・ロサは2011年にメキシコシティの21の「バリオ・マヒコ」（魔法の地区）のひとつに選ばれた。

## 歴史

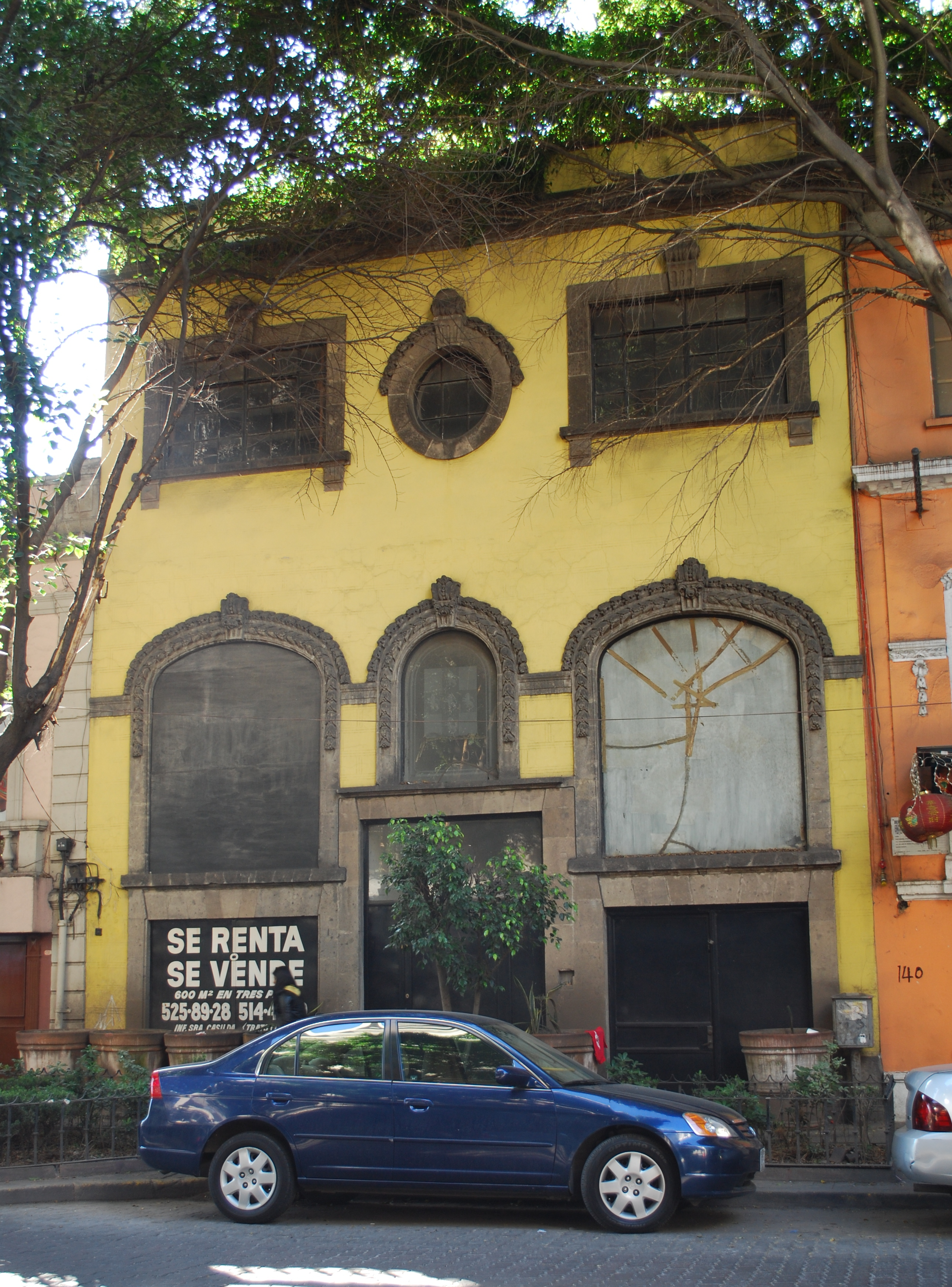
放棄された20世紀はじめの建物。アンブルゴ通り

ベニート・フアレスからポルフィリオ・ディアスにいたる20世紀はじめまでの時代に、この地に外国人の投資と居住が誘致された。この地はまたメキシコシティの中心部から移り住む場所を探していたエリートたちをも引きつけた。当時この地はカフェ、菓子店、緑地などが立ち並び、ヨーロッパ風の雰囲気を醸し出していた。通りの名前もハンブルク、ロンドン、コペンハーゲン、ニース、リヴァプールなどのヨーロッパの都市にちなんだ名称がつけられた。
メキシコ革命によってこの地の開発は停止した。当時の邸宅は今も残っているが、大部分は放棄された。しかし一帯は20世紀の大部分を通じて主要な繁華街のひとつとしての生命を保ちつづけた。高級カフェ、レストラン、ギャラリー、宝石店は当時ほどではないが今も富裕層を引きつけている。
1950年代に芸術家や知識人が歴史地区とチャプルテペク公園を結ぶこの地に集まり、一帯は再び活気を持つようになった。当時開店したバー、クラブ、レストラン、カフェ、書店、ギャラリーなどは一帯にボヘミアン的魅力を与えた。1960年代までに政治家、画家、作家たちが居住したり働いたり訪問するようになった。クラブとレストランは会員制でドレスコードがあった。当時のボヘミアンと上流社会の混在を評してホセ・ルイス・クエバスは「赤には純朴にすぎ、白には軽薄にすぎる。したがって丁度ピンク」(es demasiado ingenua para ser roja, pero demasiado frívola para ser blanca, por eso es precisamente rosa)であると言った。ここからソナ・ロサ（ピンク地帯）という名称が生まれた。
メキシコシティ地下鉄が開通した1960年代末以来、この地域は排他性を失い、犯罪が増加した。しかし本当に劣化がはじまったのは、主に1980年代の経済危機と1985年のメキシコ地震の被害を被ったためにブティックやギャラリーなどの古きよき商売がこの地を去ってからである。会員制の事業にかわって男性用クラブ、ゲイバー、マッサージパーラーが増え、ソナ・ロサはピンクというより赤（風俗街）に近くなった。観光地としてファーストフード店、ナイトクラブ、バーなどが創業し、未成年の飲酒や売春の問題を起こすようになった。宝石店などの貴重品店は大量生産品や土産物を売るようになった。
1997年に制度的革命党が民主革命党に道を譲ると、メキシコシティ政府はソナ・ロサの復興に興味を持ち、ツーリスト警備の警察が導入され、事業の規制、インフラの整備、観光の促進などが2000年代に進められた。結果は半分成功、半分失敗であり、犯罪は減少したが、町の風俗街化は止まらなかった。インフラの整備工事に時間がかかりすぎ、商売の邪魔になるという苦情も寄せられた。

## ゲイ・コミュニティ

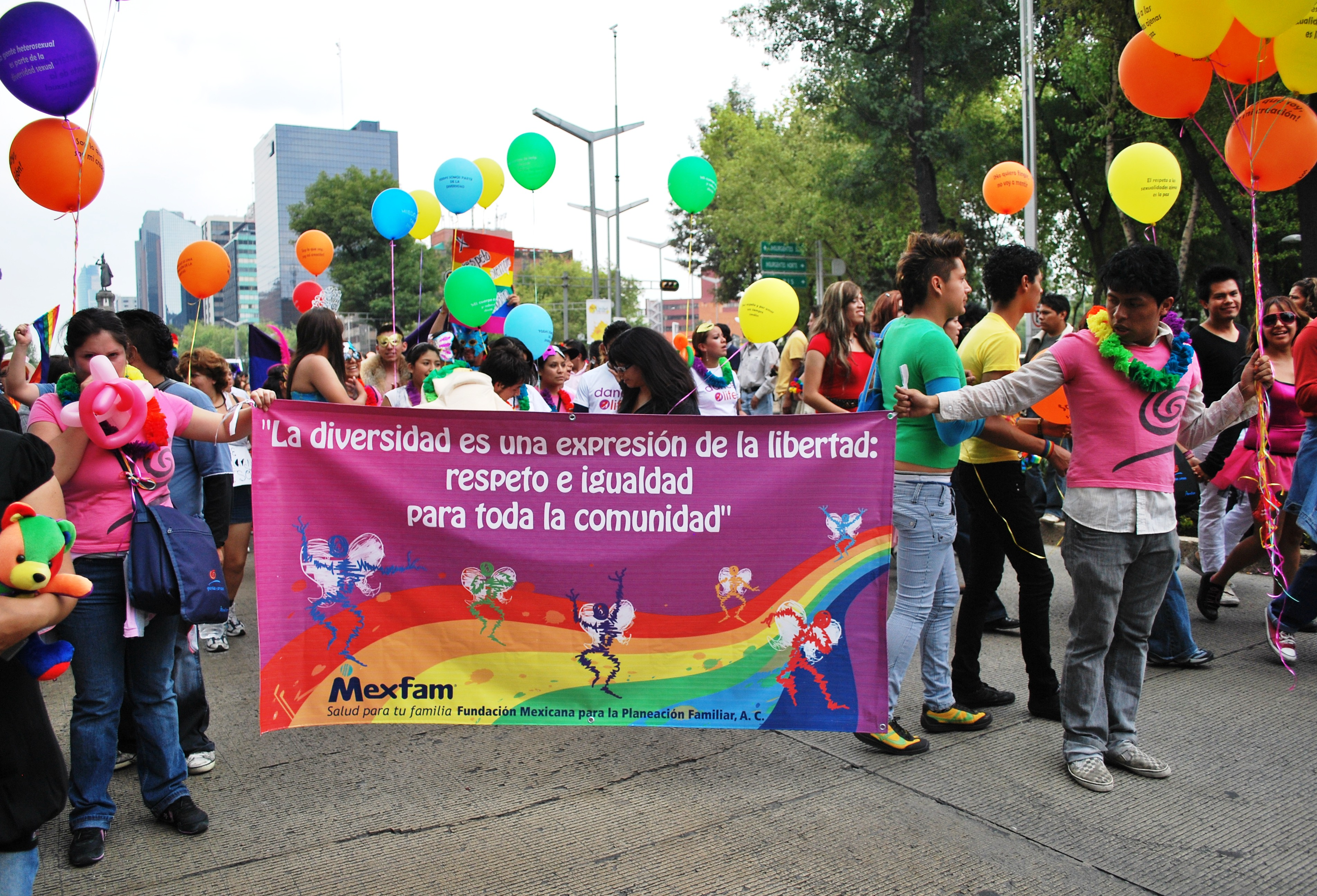
2009年のゲイ・パレード

アンベレス通りはメキシコシティのゲイ・コミュニティの中心地である。コミュニティは1990年代にはじまり、今日では同性どうしがかなりオープンに手をつないだりキスしている。ゲイの出会いの地としても有名である。
ソナ・ロサはゲイ産業の中心地である。16ブロック以上にわたって200を越えるゲイバーやクラブなどのゲイ産業が広がっている。これらの店は通常虹色の旗などを正面に飾っている。
毎年「レズビアン、ゲイ、バイセクシュアル、トランスジェンダー、トランスベスタイト、トランスセクシュアル、インターセクシュアル・プライド・パレード」(Marcha del Orgullo Lésbico, Gay, Bisexual, Transgénero, Travesti, Transsexual e Intersexual (LGBTTTI))というプライド・パレードを挙行している。第1回は1978年に行われ、300人ほどが参加した。2003年には2万人を越える参加者があった。この期間にソナ・ロサのナイトクラブ、ディスコ、バーはLGBTのメンバーであふれる。多くの店はゲイ向けであるとないとを問わず虹色の風船などで飾られる。パレードは通常レフォルマ通りに沿って進み、交通は遮断される。市もパレードに参加し、参加者に無償でAIDS検査を提供したことがある。
ゲイ・コミュニティに対しては批判もある。オープンなゲイのカップルを見なれていない訪問者がソナ・ロサを敬遠するという批判がある。ゲイバーのせいで政府はこの地帯を守ってくれないだろうという批判もある。ゲイ・コミュニティにおける未成年の売春も非難されている。ソナ・ロサの居住者や事業者はとくにアンベレス通り周辺のゲイ・コミュニティの売春が非常にオープンで、ときに攻撃的であることを非難している。これに対してゲイ・コミュニティの事業主は反論し、彼らにとって本当に問題なのは売春ではなく、オープンなゲイ・コミュニティの存在が一部の人々にとって問題なのであると主張している。またゲイは高い購買力を持ち、ゲイ・コミュニティがメキシコシティの他の地域や、国際的な訪問者を集めているとも主張する。とくにパレードのあるゲイ・プライドの日にはこのことは真理である。

## コリア・タウン

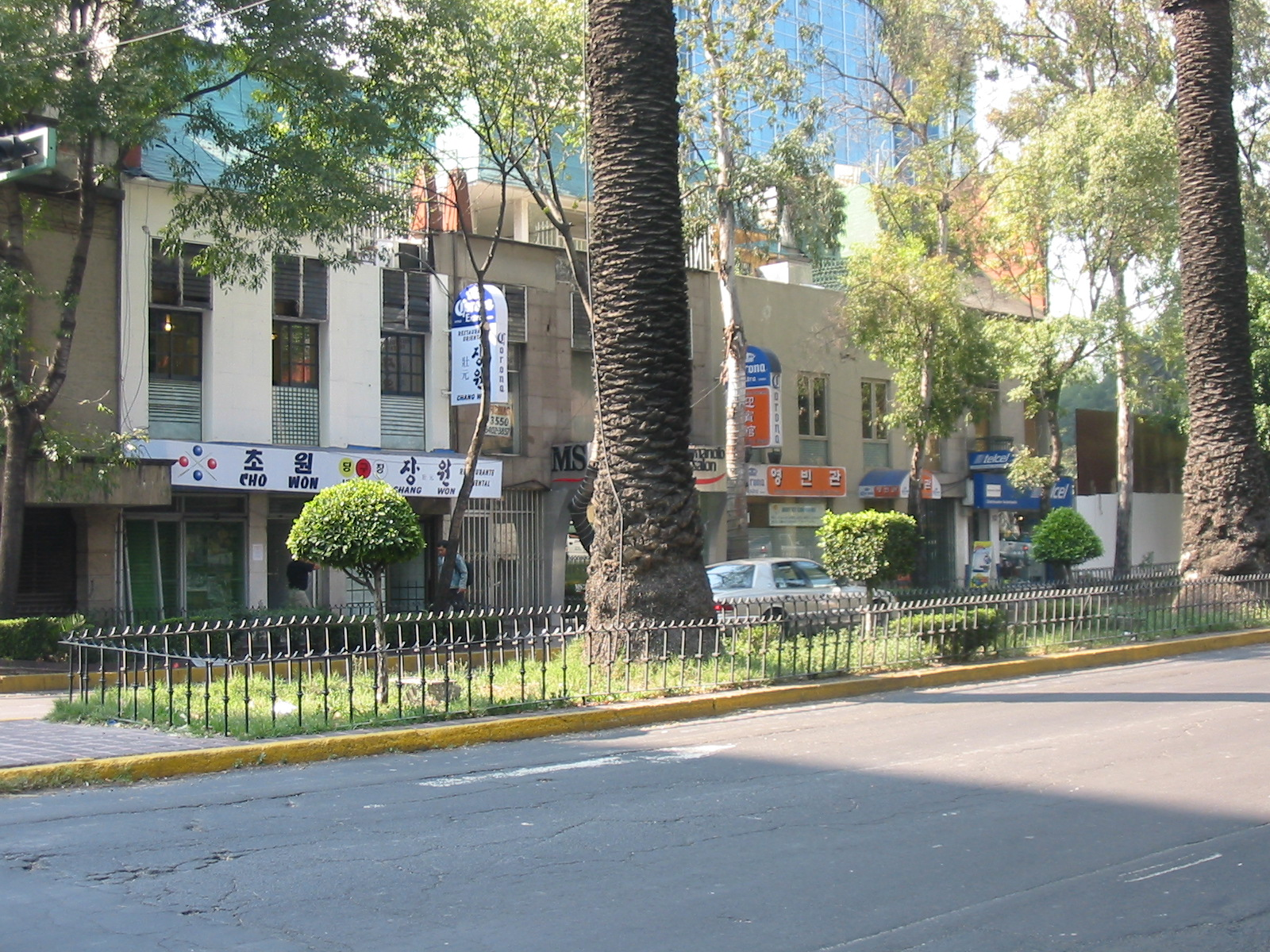
フロレンシア通りの韓国系の店

メキシコシティの9000人ほどの韓国人の多くがソナ・ロサに住んでいる。『レフォルマ』紙によると、少なくとも1000人がソナ・ロサに、フアレス地区全体では3000人が住んでいる。とくにフロレンシア通りの西側には韓国語の看板をかかげた理髪店、レストラン、ネットカフェが散在する。韓国人の多くはスペイン語が話せず、周囲から孤立している。アンブルゴ、プラガ、ベルナ、ビアリッツ通りは「ペケーニョ・セウル」（小ソウル）と呼ばれ、とくにビアリッツ通りの住民の9割近くが韓国人である。
ソナ・ロサから若者が減るにつれ、人口に占める韓国人の割合は増えつづけている。メキシコ政府が韓国および台湾と経済協定を結び、大宇などの会社がアジアから労働者を雇うことが認められた結果、1990年代から21世紀はじめにかけて韓国人がメキシコに移住することになった。しかしメキシコ国立自治大学の政治社会科学部教授であるアルフレド・ロメロらによると、メキシコに住む韓国人のかなりの割合は滞在資格が疑わしい。韓国人経営店と近隣のメキシコ人の間で騒音や衛生面に関する問題が発生しており、韓国人がメキシコ社会に適応しようとしないと非難するメキシコ人もある。滞在資格や事業、雇用に関する法的問題も発生している。2002年には韓国人経営の店が疑わしい由来の輸入品を販売したとして警察によって営業停止になり、33人が拘留された。